# Extravagance (film, 1930)
Pour plus de détails, voir Fiche technique et Distribution.
Extravagance est un film américain réalisé par Phil Rosen, sorti en 1930.

## Synopsis
Alice Kendall, qui se laisse aller à ses goûts extravagants, épouse Fred Garlan. Un an plus tard, Fred se bat pour financer son entreprise et faire face aux dépenses constantes de son épouse. Il ne lui refuse rien, jusqu'à ce qu'elle lui demande un manteau de zibeline. Leur meilleur ami, Jim Hamilton, se vante de sa femme Esther, ignorant qu'elle a reçu un manteau de zibeline de son riche amant, Harrison Morrell. Quand Alice et Fred se disputent à propos de sa nouvelle robe, elle va à une soirée bridge et il part travailler. 
Plus tard, elle achète un manteau de zibeline avec l'argent que Morell a investi pour elle et rejoint Esther et Morrell dans un restaurant. Fred voit Esther et Morrell ensemble et met Alice en garde contre son amie, puis, découvrant son manteau, la traite de tricheuse. Elle décide de divorcer, mais le suicide d'Esther conduit Alice à se réconcilier avec Fred et à abandonner son extravagance.

## Fiche technique
- Titre original : Extravagance
- Réalisation : Phil Rosen
- Scénario : Adele Buffington, Phil Rosen, Frances Hyland
- Décors : Ralph M. DeLacy
- Photographie : Max Dupont
- Son : Buddy Myers
- Montage : Charles Harris
- Production : Phil Goldstone
- Société de production : Tiffany Productions
- Société de distribution : Tiffany Productions
- Pays de production :  États-Unis
- Langue originale : anglais
- Format : Noir et blanc  — 35 mm — 1,20:1 — son mono
- Genre : drame
- Durée : 71 minutes
- Dates de sortie : États-Unis : 10 octobre 1930
- Licence : Domaine public

## Distribution
- June Collyer : Alice Kendall
- Lloyd Hughes : Fred Garlan
- Owen Moore : Jim Hamilton
- Dorothy Christy : Esther Hamilton
- Jameson Thomas : Harrison Morrell